# Liste der Nummer-eins-Hits in Tschechien (2021)
Dies ist eine Liste der Nummer-eins-Hits in Tschechien im Jahr 2021. Sie basiert auf den Auswertungen der IFPI ČR, der nationalen Vertretung der tschechischen Musikindustrie. Grundlage sind die Albums Top 100 (Verkaufscharts) für Alben. Für Singles werden zwei Charts erstellt; die Radio Top 100 Oficiální, welche auf Airplay, sowie die Singles Digital Top 100, welche auf Downloadverkäufen basieren.

## Singles
| ← 2020 ← | Liste der Nummer-eins-Hits in Tschechien (Radio Top 100) | Liste der Nummer-eins-Hits in Tschechien (Radio Top 100) | Liste der Nummer-eins-Hits in Tschechien (Radio Top 100) | 2022 →                    |
| \| Zeitraum \| Wo. ges. \| Interpret \| Titel Autor(en) \| Zusätzliche Informationen \| \| (Zeitraum, Wochen auf Platz eins, Interpret, Titel, Autor[en], zusätzliche Informationen) \| \| \| \| \| \| ----------------------------------------------------------------------------------------- \| -------- \| ------------------------ \| -------------------------------------------------------------------------------------------------------------------------------------------------------------------------------------------------------------- \| ------------------------- \| \| 52. Woche 2020 – 9. Woche 2021 11 Wochen (insgesamt 17) \| 17 \| Mirai \| I přes to všechno \| – \| \| 10. Woche 1 Woche \| 1 \| Robin Schulz feat. Kiddo \| All We Got Emma Olivia Helena Bertilsson, Fredrik Carl Tomas Samsson, Oliver Lundström, Alessandra Helena Günthardt, Robin Schulz, Dennis Bierbrodt, Jürgen Dohr, Guido Kramer, Stefan Dabruck, Daniel Deimann \| – \| \| 11.–12. Woche 2 Wochen (insgesamt 17) \| 17 \| Mirai \| I přes to všechno \| – \| \| 13.–17. Woche 5 Wochen (insgesamt 6) \| 6 \| JC Stewart \| I Need You to Hate Me Matt Schwartz, John Callum Stewart, Stephen Noel Kozmeniuk \| – \| \| 18. Woche 1 Woche (insgesamt 3) \| 3 \| ATB × Topic × A7S \| Your Love (9 PM) Musik: Andre Tanneberger, Tobias Tobic; Text: Alexander Tidebrink Stomberg \| – \| \| 19. Woche 1 Woche (insgesamt 4) \| 4 \| Imagine Dragons \| Follow You Fransisca Hall, Joel Little, Elley Duhey, Daniel Wayne Sermon, Benjamin Arthur McKee, Daniel Platzman, Daniel Coulter Reynolds \| – \| \| 20. Woche 1 Woche (insgesamt 6) \| 6 \| JC Stewart \| I Need You to Hate Me Matt Schwartz, John Callum Stewart, Stephen Noel Kozmeniuk \| – \| \| 21.–22. Woche 2 Wochen (insgesamt 3) \| 3 \| ATB × Topic × A7S \| Your Love (9 PM) Musik: Andre Tanneberger, Tobias Tobic; Text: Alexander Tidebrink Stomberg \| – \| \| 23.–25. Woche 3 Wochen (insgesamt 4) \| 4 \| Imagine Dragons \| Follow You Fransisca Hall, Joel Little, Elley Duhey, Daniel Wayne Sermon, Benjamin Arthur McKee, Daniel Platzman, Daniel Coulter Reynolds \| – \| \| 26.–27. Woche 2 Wochen (insgesamt 4) \| 4 \| Coldplay \| Higher Power Martin Karl Sandberg, Guy Rupert Berryman, Jonathan Mark Buckland, William Champion, Christopher Anthony John Martin, Denise Carite, Federico Vindver \| – \| \| 28. Woche 1 Woche (insgesamt 2) \| 2 \| Miley Cyrus \| Angels Like You Miley Ray Cyrus, Alexandra Leah Tamposi, Louis Russell Bell, Ryan B. Tedder, Andrew Watt \| – \| \| 29. Woche 1 Woche (insgesamt 4) \| 4 \| Coldplay \| Higher Power Martin Karl Sandberg, Guy Rupert Berryman, Jonathan Mark Buckland, William Champion, Christopher Anthony John Martin, Denise Carite, Federico Vindver \| – \| \| 30. Woche 1 Woche (insgesamt 2) \| 2 \| Miley Cyrus \| Angels Like You Miley Ray Cyrus, Alexandra Leah Tamposi, Louis Russell Bell, Ryan B. Tedder, Andrew Watt \| – \| \| 31. Woche 1 Woche (insgesamt 4) \| 4 \| Coldplay \| Higher Power Martin Karl Sandberg, Guy Rupert Berryman, Jonathan Mark Buckland, William Champion, Christopher Anthony John Martin, Denise Carite, Federico Vindver \| – \| \| 32.–42. Woche 11 Wochen (insgesamt 15) \| 15 \| Ed Sheeran \| Bad Habits Edward Christopher Sheeran, Johnny McDaid, Frederick John Philip Gibson \| – \| \| 43.–44. Woche 2 Wochen (insgesamt 4) \| 4 \| Dua Lipa \| Love Again Stephen Noel Kozmeniuk, Dua Lipa, Clarence Bernard Coffee, Chelcee Maria Grimes, Bing Crosby, Irving Wallman, Max Wartell \| – \| \| 45. Woche 1 Woche \| 1 \| Minelli \| Rampampam Luisa Ionela Luca, Victor Bourosu \| – \| \| 46.–47. Woche 2 Wochen (insgesamt 4) \| 4 \| Dua Lipa \| Love Again Stephen Noel Kozmeniuk, Dua Lipa, Clarence Bernard Coffee, Chelcee Maria Grimes, Bing Crosby, Irving Wallman, Max Wartell \| – \| \| 48. Woche 2021 – 4. Woche 2022 9 Wochen \| 9 \| Adele \| Easy on Me Gregory Allen Kurstin, Adele Laurie Blue Adkins \| – \| |                                                          |                                                          | |                           |
| ← 2020 |                                                          |                                                          | | → 2022 →                  |
| Zeitraum | Wo. ges.                                                 | Interpret                                                | Titel Autor(en) | Zusätzliche Informationen |
| (Zeitraum, Wochen auf Platz eins, Interpret, Titel, Autor[en], zusätzliche Informationen) |                                                          |                                                          | |                           |
| 52. Woche 2020 – 9. Woche 2021 11 Wochen (insgesamt 17) | 17                                                       | Mirai                                                    | I přes to všechno | –                         |
| 10. Woche 1 Woche | 1                                                        | Robin Schulz feat. Kiddo                                 | All We Got Emma Olivia Helena Bertilsson, Fredrik Carl Tomas Samsson, Oliver Lundström, Alessandra Helena Günthardt, Robin Schulz, Dennis Bierbrodt, Jürgen Dohr, Guido Kramer, Stefan Dabruck, Daniel Deimann | –                         |
| 11.–12. Woche 2 Wochen (insgesamt 17) | 17                                                       | Mirai                                                    | I přes to všechno | –                         |
| 13.–17. Woche 5 Wochen (insgesamt 6) | 6                                                        | JC Stewart                                               | I Need You to Hate Me Matt Schwartz, John Callum Stewart, Stephen Noel Kozmeniuk | –                         |
| 18. Woche 1 Woche (insgesamt 3) | 3                                                        | ATB × Topic × A7S                                        | Your Love (9 PM) Musik: Andre Tanneberger, Tobias Tobic; Text: Alexander Tidebrink Stomberg | –                         |
| 19. Woche 1 Woche (insgesamt 4) | 4                                                        | Imagine Dragons                                          | Follow You Fransisca Hall, Joel Little, Elley Duhey, Daniel Wayne Sermon, Benjamin Arthur McKee, Daniel Platzman, Daniel Coulter Reynolds                                                                      | –                         |
| 20. Woche 1 Woche (insgesamt 6) | 6                                                        | JC Stewart                                               | I Need You to Hate Me Matt Schwartz, John Callum Stewart, Stephen Noel Kozmeniuk | –                         |
| 21.–22. Woche 2 Wochen (insgesamt 3) | 3                                                        | ATB × Topic × A7S                                        | Your Love (9 PM) Musik: Andre Tanneberger, Tobias Tobic; Text: Alexander Tidebrink Stomberg | –                         |
| 23.–25. Woche 3 Wochen (insgesamt 4) | 4                                                        | Imagine Dragons                                          | Follow You Fransisca Hall, Joel Little, Elley Duhey, Daniel Wayne Sermon, Benjamin Arthur McKee, Daniel Platzman, Daniel Coulter Reynolds                                                                      | –                         |
| 26.–27. Woche 2 Wochen (insgesamt 4) | 4                                                        | Coldplay                                                 | Higher Power Martin Karl Sandberg, Guy Rupert Berryman, Jonathan Mark Buckland, William Champion, Christopher Anthony John Martin, Denise Carite, Federico Vindver                                             | –                         |
| 28. Woche 1 Woche (insgesamt 2) | 2                                                        | Miley Cyrus                                              | Angels Like You Miley Ray Cyrus, Alexandra Leah Tamposi, Louis Russell Bell, Ryan B. Tedder, Andrew Watt | –                         |
| 29. Woche 1 Woche (insgesamt 4) | 4                                                        | Coldplay                                                 | Higher Power Martin Karl Sandberg, Guy Rupert Berryman, Jonathan Mark Buckland, William Champion, Christopher Anthony John Martin, Denise Carite, Federico Vindver                                             | –                         |
| 30. Woche 1 Woche (insgesamt 2) | 2                                                        | Miley Cyrus                                              | Angels Like You Miley Ray Cyrus, Alexandra Leah Tamposi, Louis Russell Bell, Ryan B. Tedder, Andrew Watt | –                         |
| 31. Woche 1 Woche (insgesamt 4) | 4                                                        | Coldplay                                                 | Higher Power Martin Karl Sandberg, Guy Rupert Berryman, Jonathan Mark Buckland, William Champion, Christopher Anthony John Martin, Denise Carite, Federico Vindver                                             | –                         |
| 32.–42. Woche 11 Wochen (insgesamt 15) | 15                                                       | Ed Sheeran                                               | Bad Habits Edward Christopher Sheeran, Johnny McDaid, Frederick John Philip Gibson | –                         |
| 43.–44. Woche 2 Wochen (insgesamt 4) | 4                                                        | Dua Lipa                                                 | Love Again Stephen Noel Kozmeniuk, Dua Lipa, Clarence Bernard Coffee, Chelcee Maria Grimes, Bing Crosby, Irving Wallman, Max Wartell                                                                           | –                         |
| 45. Woche 1 Woche | 1                                                        | Minelli                                                  | Rampampam Luisa Ionela Luca, Victor Bourosu | –                         |
| 46.–47. Woche 2 Wochen (insgesamt 4) | 4                                                        | Dua Lipa                                                 | Love Again Stephen Noel Kozmeniuk, Dua Lipa, Clarence Bernard Coffee, Chelcee Maria Grimes, Bing Crosby, Irving Wallman, Max Wartell                                                                           | –                         |
| 48. Woche 2021 – 4. Woche 2022 9 Wochen | 9                                                        | Adele                                                    | Easy on Me Gregory Allen Kurstin, Adele Laurie Blue Adkins | –                         |

| ← 2020 ← | Liste der Nummer-eins-Hits in Tschechien (Singles Digital 100) | Liste der Nummer-eins-Hits in Tschechien (Singles Digital 100) | Liste der Nummer-eins-Hits in Tschechien (Singles Digital 100) | 2022 →                    |
| \| Zeitraum \| Wo. ges. \| Interpret \| Titel Autor(en) \| Zusätzliche Informationen \| \| (Zeitraum, Wochen auf Platz eins, Interpret, Titel, Autor[en], zusätzliche Informationen) \| \| \| \| \| \| ----------------------------------------------------------------------------------------- \| -------- \| ---------------------------------------------- \| --------------------------------------------------------------------------------------------------------------------------------------------------------------------- \| ------------------------- \| \| 1. Woche 1 Woche \| 1 \| Nik Tendo \| Malá biš \| – \| \| 2. Woche 1 Woche \| 1 \| Tiësto \| The Business James Michael George Bell, Julia Christine Karlsson, Anton Rundberg, Tijs M. Verwest \| – \| \| 3.–5. Woche 3 Wochen \| 3 \| Olivia Rodrigo \| Drivers License \| – \| \| 6. Woche 1 Woche \| 1 \| Yzomandias \| Rodinnej typ \| – \| \| 7. Woche 1 Woche \| 1 \| Yzomandias \| Bodybag \| – \| \| 8.–13. Woche 6 Wochen \| 6 \| Masked Wolf \| Astronaut in the Ocean Tyron Takaha Hapi, Harry Michael \| – \| \| 14.–17. Woche 4 Wochen (insgesamt 5) \| 5 \| Lil Nas X \| Montero (Call Me by Your Name) Montero Lamar Hill, David Biral, Denzel Michael Akil Baptiste, Roy Lenzo, Omer Fedi \| – \| \| 18. Woche 1 Woche \| 1 \| Robin Zoot feat. Viktor Sheen \| Poznamenaný Robert Pouzar, Viktor Dundych, YungBS \| – \| \| 19. Woche 1 Woche (insgesamt 5) \| 5 \| Lil Nas X \| Montero (Call Me by Your Name) Montero Lamar Hill, David Biral, Denzel Michael Akil Baptiste, Roy Lenzo, Omer Fedi \| – \| \| 20. Woche 1 Woche \| 1 \| Riton & Nightcrawlers feat. Mufasa and Hypeman \| Friday (Dopamine Re-Edit) Ross Alexander John Campbell, Hugh Jude Brankin, John Robinson Reid, Graham McMillan Wilson \| – \| \| 21.–23. Woche 3 Wochen \| 3 \| Olivia Rodrigo \| Good 4 U Daniel Leonard Nigro, Olivia Rodrigo \| – \| \| 24.–30. Woche 7 Wochen \| 7 \| Måneskin \| Beggin’ Bob Gaudio, Peggy Farina \| – \| \| 31. Woche 1 Woche \| 1 \| Nik Tendo \| 13. komnata Dominik Citta, Radek Chrástecký \| – \| \| 32.–37. Woche 6 Wochen \| 6 \| The Kid Laroi & Justin Bieber \| Stay Charlton Kenneth Jeffrey Howard, Justin Drew Bieber, Blake Slatkin, Charlie Puth, Magnus August Høiberg, Michael Mulé, Isaac De Boni, Omer Fedi, Subhaan Rahmaan \| – \| \| 38.–41. Woche 4 Wochen \| 4 \| Glass Animals \| Heat Waves David Algernon Bayley \| – \| \| 42. Woche 1 Woche \| 1 \| Adele \| Easy on Me Gregory Allen Kurstin, Adele Laurie Blue Adkins \| – \| \| 43.–46. Woche 4 Wochen \| 4 \| Calin \| Praha/Vídeň Calin Panfili, David Kopecký \| – \| \| 47. Woche 2021 – 5. Woche 2022 11 Wochen (insgesamt 15) \| 15 \| Viktor Sheen \| Stíny Musik: Bogdan Polianskiy, Text: Viktor Dundych \| – \| |                                                                |                                                                | |                           |
| ← 2020 |                                                                |                                                                | | → 2022 →                  |
| Zeitraum | Wo. ges.                                                       | Interpret                                                      | Titel Autor(en) | Zusätzliche Informationen |
| (Zeitraum, Wochen auf Platz eins, Interpret, Titel, Autor[en], zusätzliche Informationen) |                                                                |                                                                | |                           |
| 1. Woche 1 Woche | 1                                                              | Nik Tendo                                                      | Malá biš | –                         |
| 2. Woche 1 Woche | 1                                                              | Tiësto                                                         | The Business James Michael George Bell, Julia Christine Karlsson, Anton Rundberg, Tijs M. Verwest                                                                     | –                         |
| 3.–5. Woche 3 Wochen | 3                                                              | Olivia Rodrigo                                                 | Drivers License | –                         |
| 6. Woche 1 Woche | 1                                                              | Yzomandias                                                     | Rodinnej typ | –                         |
| 7. Woche 1 Woche | 1                                                              | Yzomandias                                                     | Bodybag | –                         |
| 8.–13. Woche 6 Wochen | 6                                                              | Masked Wolf                                                    | Astronaut in the Ocean Tyron Takaha Hapi, Harry Michael | –                         |
| 14.–17. Woche 4 Wochen (insgesamt 5) | 5                                                              | Lil Nas X                                                      | Montero (Call Me by Your Name) Montero Lamar Hill, David Biral, Denzel Michael Akil Baptiste, Roy Lenzo, Omer Fedi                                                    | –                         |
| 18. Woche 1 Woche | 1                                                              | Robin Zoot feat. Viktor Sheen                                  | Poznamenaný Robert Pouzar, Viktor Dundych, YungBS | –                         |
| 19. Woche 1 Woche (insgesamt 5) | 5                                                              | Lil Nas X                                                      | Montero (Call Me by Your Name) Montero Lamar Hill, David Biral, Denzel Michael Akil Baptiste, Roy Lenzo, Omer Fedi                                                    | –                         |
| 20. Woche 1 Woche | 1                                                              | Riton & Nightcrawlers feat. Mufasa and Hypeman                 | Friday (Dopamine Re-Edit) Ross Alexander John Campbell, Hugh Jude Brankin, John Robinson Reid, Graham McMillan Wilson                                                 | –                         |
| 21.–23. Woche 3 Wochen | 3                                                              | Olivia Rodrigo                                                 | Good 4 U Daniel Leonard Nigro, Olivia Rodrigo | –                         |
| 24.–30. Woche 7 Wochen | 7                                                              | Måneskin                                                       | Beggin’ Bob Gaudio, Peggy Farina | –                         |
| 31. Woche 1 Woche | 1                                                              | Nik Tendo                                                      | 13. komnata Dominik Citta, Radek Chrástecký | –                         |
| 32.–37. Woche 6 Wochen | 6                                                              | The Kid Laroi & Justin Bieber                                  | Stay Charlton Kenneth Jeffrey Howard, Justin Drew Bieber, Blake Slatkin, Charlie Puth, Magnus August Høiberg, Michael Mulé, Isaac De Boni, Omer Fedi, Subhaan Rahmaan | –                         |
| 38.–41. Woche 4 Wochen | 4                                                              | Glass Animals                                                  | Heat Waves David Algernon Bayley | –                         |
| 42. Woche 1 Woche | 1                                                              | Adele                                                          | Easy on Me Gregory Allen Kurstin, Adele Laurie Blue Adkins | –                         |
| 43.–46. Woche 4 Wochen | 4                                                              | Calin                                                          | Praha/Vídeň Calin Panfili, David Kopecký | –                         |
| 47. Woche 2021 – 5. Woche 2022 11 Wochen (insgesamt 15) | 15                                                             | Viktor Sheen                                                   | Stíny Musik: Bogdan Polianskiy, Text: Viktor Dundych | –                         |

## Alben
| ← 2020 ← | Liste der Nummer-eins-Hits in Tschechien | Liste der Nummer-eins-Hits in Tschechien | Liste der Nummer-eins-Hits in Tschechien | 2022 → |
| \| Zeitraum \| Wo. ges. \| Interpret \| Titel \| Zusätzliche Informationen \| \| (Zeitraum, Wochen auf Platz eins, Interpret, Titel, zusätzliche Informationen) \| \| \| \| \| \| ------------------------------------------------------------------------------ \| -------- \| ------------------------ \| ------------------------------- \| ------------------------------------------------------------------------------------------------------------------------------------------------------------------------------------------------------------------- \| \| 52. Woche 2020 – 6. Woche 2021 8 Wochen (insgesamt 18) \| 18 \| Viktor Sheen \| Barvy \| – \| \| 7.–9. Woche 3 Wochen \| 3 \| Yzomandias \| Prozyum (Director’s Cut) \| Im Vorjahr war die Originalversion bereits zwei Wochen auf Platz 1. \| \| 10.–11. Woche 2 Wochen (insgesamt 18) \| 18 \| Viktor Sheen \| Barvy \| – \| \| 12. Woche 1 Woche \| 1 \| Justin Bieber \| Justice \| – \| \| 13. Woche 1 Woche \| 1 \| Koky \| Stát ve stínu, dotýkat se hvězd \| – \| \| 14.–17. Woche 4 Wochen (insgesamt 18) \| 18 \| Viktor Sheen \| Barvy \| – \| \| 18.–19. Woche 2 Wochen \| 2 \| Tomáš Klus \| Čaučesku \| – \| \| 20. Woche 1 Woche \| 1 \| Sensey \| Bratan 2.0 \| – \| \| 21. Woche 1 Woche (insgesamt 5) \| 5 \| Olivia Rodrigo \| Sour \| – \| \| 22. Woche 1 Woche \| 1 \| Michal Prokop & Framus 5 \| Mohlo by to bejt nebe … \| – \| \| 23.–24. Woche 2 Wochen \| 2 \| Cashanova Bulhar \| Romeo \| – \| \| 25. Woche 1 Woche \| 1 \| Robin Zoot \| Robby Trouble \| – \| \| 26.–27. Woche 2 Wochen (insgesamt 5) \| 5 \| Olivia Rodrigo \| Sour \| – \| \| 28. Woche 1 Woche \| 1 \| Marpo \| Backwoods Bred \| – \| \| 29.–30. Woche 2 Wochen (insgesamt 5) \| 5 \| Olivia Rodrigo \| Sour \| – \| \| 31.–34. Woche 4 Wochen (insgesamt 6) \| 6 \| Nik Tendo \| Jsem v pohodě, sem v prdeli \| – \| \| 35. Woche 1 Woche \| 1 \| Kanye West \| Donda \| – \| \| 36. Woche 1 Woche \| 1 \| David Stypka & Bandjeez \| Dýchej \| Stypka starb Anfang des Jahres im Alter von 41 Jahren, als er sich während einer Krebstherapie mit COVID-19 infizierte. Bekannt wurde er 2017 mit dem Top-Ten-Singlehit Dobré ráno, milá zusammen mit Ewa Farna.[1] \| \| 37.–38. Woche 2 Wochen (insgesamt 6) \| 6 \| Nik Tendo \| Jsem v pohodě, sem v prdeli \| – \| \| 39.–40. Woche 2 Wochen \| 2 \| Vladimír Mišík \| Noční obraz \| – \| \| 41. Woche 1 Woche \| 1 \| Kryštof \| Halywůd \| – \| \| 42. Woche 1 Woche \| 1 \| Coldplay \| Music of the Spheres \| – \| \| 43. Woche 1 Woche \| 1 \| Jickson \| Obsidian \| – \| \| 44. Woche 1 Woche \| 1 \| Ed Sheeran \| = \| – \| \| 45.–46. Woche 2 Wochen \| 2 \| ABBA \| Voyage \| – \| \| 47. Woche 2021 – 8. Woche 2022 14 Wochen (insgesamt 22) \| 22 \| Viktor Sheen \| Příběhy a sny \| – \| |                                          |                                          |                                          | |
| ← 2020 |                                          |                                          |                                          | → 2022 → |
| Zeitraum | Wo. ges.                                 | Interpret                                | Titel                                    | Zusätzliche Informationen |
| (Zeitraum, Wochen auf Platz eins, Interpret, Titel, zusätzliche Informationen) |                                          |                                          |                                          | |
| 52. Woche 2020 – 6. Woche 2021 8 Wochen (insgesamt 18) | 18                                       | Viktor Sheen                             | Barvy                                    | – |
| 7.–9. Woche 3 Wochen | 3                                        | Yzomandias                               | Prozyum (Director’s Cut)                 | Im Vorjahr war die Originalversion bereits zwei Wochen auf Platz 1. |
| 10.–11. Woche 2 Wochen (insgesamt 18) | 18                                       | Viktor Sheen                             | Barvy                                    | – |
| 12. Woche 1 Woche | 1                                        | Justin Bieber                            | Justice                                  | – |
| 13. Woche 1 Woche | 1                                        | Koky                                     | Stát ve stínu, dotýkat se hvězd          | – |
| 14.–17. Woche 4 Wochen (insgesamt 18) | 18                                       | Viktor Sheen                             | Barvy                                    | – |
| 18.–19. Woche 2 Wochen | 2                                        | Tomáš Klus                               | Čaučesku                                 | – |
| 20. Woche 1 Woche | 1                                        | Sensey                                   | Bratan 2.0                               | – |
| 21. Woche 1 Woche (insgesamt 5) | 5                                        | Olivia Rodrigo                           | Sour                                     | – |
| 22. Woche 1 Woche | 1                                        | Michal Prokop & Framus 5                 | Mohlo by to bejt nebe …                  | – |
| 23.–24. Woche 2 Wochen | 2                                        | Cashanova Bulhar                         | Romeo                                    | – |
| 25. Woche 1 Woche | 1                                        | Robin Zoot                               | Robby Trouble                            | – |
| 26.–27. Woche 2 Wochen (insgesamt 5) | 5                                        | Olivia Rodrigo                           | Sour                                     | – |
| 28. Woche 1 Woche | 1                                        | Marpo                                    | Backwoods Bred                           | – |
| 29.–30. Woche 2 Wochen (insgesamt 5) | 5                                        | Olivia Rodrigo                           | Sour                                     | – |
| 31.–34. Woche 4 Wochen (insgesamt 6) | 6                                        | Nik Tendo                                | Jsem v pohodě, sem v prdeli              | – |
| 35. Woche 1 Woche | 1                                        | Kanye West                               | Donda                                    | – |
| 36. Woche 1 Woche | 1                                        | David Stypka & Bandjeez                  | Dýchej                                   | Stypka starb Anfang des Jahres im Alter von 41 Jahren, als er sich während einer Krebstherapie mit COVID-19 infizierte. Bekannt wurde er 2017 mit dem Top-Ten-Singlehit Dobré ráno, milá zusammen mit Ewa Farna. |
| 37.–38. Woche 2 Wochen (insgesamt 6) | 6                                        | Nik Tendo                                | Jsem v pohodě, sem v prdeli              | – |
| 39.–40. Woche 2 Wochen | 2                                        | Vladimír Mišík                           | Noční obraz                              | – |
| 41. Woche 1 Woche | 1                                        | Kryštof                                  | Halywůd                                  | – |
| 42. Woche 1 Woche | 1                                        | Coldplay                                 | Music of the Spheres                     | – |
| 43. Woche 1 Woche | 1                                        | Jickson                                  | Obsidian                                 | – |
| 44. Woche 1 Woche | 1                                        | Ed Sheeran                               | =                                        | – |
| 45.–46. Woche 2 Wochen | 2                                        | ABBA                                     | Voyage                                   | – |
| 47. Woche 2021 – 8. Woche 2022 14 Wochen (insgesamt 22) | 22                                       | Viktor Sheen                             | Příběhy a sny                            | – |